# Ли Кэмянь, Иоанн Батист
Иоанн Батист Ли Кэмянь (кит. трад. 李克勉, пиньинь Lǐ Kèmiǎn, 23 августа 1958) — католический прелат, епископ Синьчжу с 6 апреля 2006 года.

## Биография
27 мая 1990 года был рукоположён в священники.
6 апреля 2006 года Римский папа Бенедикт XVI назначил Иоанна Батиста Ли Кэмяня епископом Синьчжу. 24 июня 2006 года состоялось рукоположение Иоанна Батиста Ли Кэмяня в епископа, которое совершил епископ Лю Сяньдан, ЛукаЛука Лю Сяньдан в сослужении с архиепископом Тайбэя Иосифом Чжэн Цзайфа и епископом Иакововм Лю Даньгуем.